# Болгарія на зимових Олімпійських іграх 1968
Болгарія брала участь у зимових Олімпійських іграх 1968. Країну представляли чотири жінки. Виступи команда закінчила без нагород.